# Звёздные войны: Войны клонов (мультсериал, 2003)
Не путать с Звёздные войны: Войны клонов (мультсериал, 2008) и Звёздные войны: Войны клонов (мультфильм)
Звёздные войны. Войны клонов (англ. Star Wars: Clone Wars) — американский мультипликационный сериал, действие которого происходит во вселенной «Звёздных войн», между событиями второго и третьего киноэпизодов. Сделан по заказу Cartoon Network Studios Геннди Тартаковским и впервые показан в 2003—2005 годах, получил три премии «Эмми» в 2004 году. В сериале описываются войны клонов между Республикой и Конфедерацией независимых систем, возглавляемой графом Дуку.
Было снято по десять трёхминутных серий первого и второго сезона, а также пять 12-15 минутных серий третьего сезона
Впоследствии была выпущена DVD-версия: первый и второй сезоны были объединены в качестве Star Wars Clone Wars: Volume I, вышедшего 22 марта 2005 года, а третий сезон вышел на DVD 6 декабря 2005 года как Star Wars Clone Wars: Volume II.
После покупки Lucasfilm Disney сериал объявлен не каноном.

## Сюжет
Сезон 1 и 2
Действие сериала начинается через три месяца после событий Атаки клонов.
Несмотря на протесты Оби-Вана Кеноби и Йоды, Палпатин назначает Энакина Скайуокера командиром космического флота армии генерала Кеноби. Тем временем граф Дуку организует на планете Раттатак смотр охотников за головами, натравив их друг на друга. Асажж Вентресс, обладающая знанием силы и навыками боя на световых мечах, убивает их всех. Она самонадеянно представляется графу Дуку как ситх и дерзит ему, вызывая на бой, но тот с лёгкостью одолевает её.
Асажж становится ученицей графа и отправляется на задание убить Энакина, с ним она впервые встречается в космической битве. Бой затягивается, и когда вражеский звездолёт отступает, вопреки приказу генерала Оби-Вана Кеноби Энакин начинает преследование. Асажж заманивает Энакина на планету Явин IV, здесь состоится их бой на световых мечах. Скайуокер одерживает победу, но благодаря своему страху и гневу — тёмной стороне силы.
За пределами основной сюжетной линии проходят сражение на Дантуине с участием мастера Мейса Винду, Кит Фисто сражается на Даке, поддерживая оборону мон-каламари от акта агрессии кворренов, а джедаи на планете Хайпори подвергаются нападению со стороны генерала Гривуса.
Сезон 3
Действие третьего сезона переносится ко времени незадолго до Мести ситхов.
Энакин Скайуокер становится рыцарем-джедаем и отправляется с Оби-Ваном на задание в системы Внешнего кольца, а тем временем Конфедерация Независимых Систем организует нападение на Корусант, в ходе которого генерал Гривус захватывает канцлера. Мейс Винду гонится за андроидом и повреждает его грудную клетку при помощи Силы. Энакин и Оби-Ван с дроидами R2-D2 и R4-P17 собираются вызволить канцлера из плена (с этого начинается третий эпизод «Месть ситхов»).

## Награды сериала
В 2005 году мультсериал получил 2 премии Эмми:
- Частично, премии получила «часть вторая» (Volume II) в номинациях
  - «Лучшая мультипликационная программа»
  - «Лучший дизайнер второго плана» (получил Джастин Томпсон).

## Список серий
| Сезон | Серии | Серии | Даты показа   | Даты показа     |
| Сезон | Серии | Серии | Первая серия  | Последняя серия |
| ----- | ----- | ----- | ------------- | --------------- |
| 1     | 10    | 10    | 7 ноября 2003 | 20 ноября 2003  |
| 2     | 10    | 10    | 26 марта 2004 | 8 апреля 2004   |
| 3     | 5     | 5     | 22 марта 2005 | 26 марта 2005   |

### Сезон 1 (2003)
Первый сезон состоял из 10 эпизодов продолжительностью три минуты каждый. Вместе со вторым сезоном он был выпущен на DVD под названием «Volume One».
| № в сезоне | Название                                          | Дата премьеры  |
| --- | ------------------------------------------------- | -------------- |
| 1 | «Начало. Планета Муунилист»                       | 7 ноября 2003  |
| Начинаются Войны Клонов. Канцлер Палпатин дал задание Энакину Скайуокеру и Оби-Вану Кеноби напасть на планету Муунилист. Энакин признаётся об этом своей возлюбленной — сенатору Падме.                          |                                                   |                |
| 2 | «Флот Республики. Засада»                         | 10 ноября 2003 |
| Энакин и Оби-Ван прибывют на планету Муунилист. Там их поджидает опасность: армия дроидов-сепаратистов окружила флот во время посадки на планете.                                                                |                                                   |                |
| 3 | «Продолжение битвы. Городская зона»               | 11 ноября 2003 |
| Дроиды-сепаратисты пытаются перекрыть путь к командному центру планеты Муунилист. Оби-Вану и Энакину приходится прорваться к центру.                                                                             |                                                   |                |
| 4 | «Паника. Возмездие»                               | 12 ноября 2003 |
| Лидер сепаратистов Санн Хилл впал в панику перед республиканцами. Но появляется граф Дуку и представляет сепаратистам «охотника на республиканцев» по имени Дурдж.                                               |                                                   |                |
| 5 | «Ответ Республики. Водные отряды»                 | 13 ноября 2003 |
| Действие разворачивается на водяной планете Мон Каламари. Джедай Кит Фисто возглавляет отряд республиканцев против водяных дроидов.                                                                              |                                                   |                |
| 6 | «Помощь сепаратистам. Женщина с планеты Раттатак» | 14 ноября 2003 |
| Граф Дуку ищет нового союзника для борьбы с джедаями. И он находит: на планете Раттатак он находит свою новую ученицу — Асажж Вентресс.                                                                          |                                                   |                |
| 7 | «Борьба за уважение»                              | 17 ноября 2003 |
| Граф Дуку узнал, что Вентресс хочет быть леди-ситх. Для этого он сражается с ней и побеждает. Но ему понравились её навыки, и он берёт её к себе в ученицы. Теперь у Вентресс появилось задание — убить Энакина. |                                                   |                |
| 8 | «Новое устройство. Восстание дроидов»             | 18 ноября 2003 |
| Придумывают новых клонов, приклеплённых к мотоциклам. В это время полчища Дурджа нападают на армию генерала Оби-Вана.                                                                                            |                                                   |                |
| 9 | «Захват продолжается»                             | 19 ноября 2003 |
| Войска Оби-Вана продолжают прочищать дорогу на планете Муунилист. Энакин и его отряд сражаются с дроидами во главе с Санном Хиллом.                                                                              |                                                   |                |
| 10 | «Неподчинение (Часть 1)»                          | 20 ноября 2003 |
| В то время как Энакин становится генералом и возглавляет армию клонов, таинственная Ассаж Вентресс отвлекает его и прыгает в гиперпространство. Джедаи следуют за ней.                                           |                                                   |                |

### Сезон 2 (2004)
Второй сезон состоит из 10 эпизодов продолжительностью три минуты каждый. Вместе с первым сезоном он был выпущен на DVD под названием «Volume One».
| № в сезоне | Название                            | Дата премьеры   |
| --- | ----------------------------------- | --------------- |
| 11 | «Неподчинение (Часть 2)»            | 3 февраля 2004  |
| Энакин продолжает гнаться за Вентресс, это приводит его на планету Явин 4. В это время Оби-Ван возглавляет отряд в поисках Скайуокера. |                                     |                 |
| 12 | «Мейс Винду»                        | 7 февраля 2004  |
| Мастер Мейс Винду командует армией клонов на планете Дантуин, там он сражается с более огромными дроидами. |                                     |                 |
| 13 | «Мейс Винду спешит на помощь»       | 9 февраля 2004  |
| Мейс Винду приходит на помощь своему другу Оби-Вану и высылает ему «сейсмические танки» и дроидов-«устранителей дроидов». |                                     |                 |
| 14 | «Планета Илум. Сон Йоды»            | 10 февраля 2004 |
| Джедайские агенты считают, что надо отправиться на планету, где прячутся дроиды-сепаратисты. Магистру Йоде снится сон, что это планета Илум. И он провозглашает: «В Илум нам надо идти».                                                                                              |                                     |                 |
| 15 | «Высадка на планете Илум»           | 12 февраля 2004 |
| Йода уговаривает Падме лететь на Илум, они летят и сталкиваются со многими опасными ситуациями. |                                     |                 |
| 16 | «Поиски Йоды. Освобождение джедаев» | 16 февраля 2004 |
| Падме обеспокоена отсутствием Йоды, и она отправляется на его поиски вместе с R2-D2 и C-3PO. В то время Йода освобождал пропавших джедаев от дроидов-сепаратистов. |                                     |                 |
| 17 | «Явин 4 (Часть 1)»                  | 17 февраля 2004 |
| Энакин находит Вентресс на планете Явин 4. Его находят клоны Оби-Вана, но Вентресс убивает одного за одним. Корабль Энакина разрушается. |                                     |                 |
| 18 | «Явин 4 (Часть 2)»                  | 18 февраля 2004 |
| Энакин продолжает драться с Вентресс, которая явно стала побеждать его. |                                     |                 |
| 19 | «Явин 4 (Часть 3)»                  | 18 февраля 2004 |
| Завершение битвы Энакина с Вентресс. Энакин становится сильнее, и Вентресс начинает проигрывать. |                                     |                 |
| 20 | «Конец битвы. Задания выполнены»    | 19 февраля 2004 |
| Оби-Ван Кеноби приезжает и забирает Энакина. Вентресс остаётся ни с чем. Планета Муунилист захвачена республикой. Энакин получает выговор за непослушание и одновременно вознаграждается. Но это ещё не конец… На далёкой планете Илум джедаи и Йода находят новую джедайскую угрозу. |                                     |                 |

### Сезон 3 (2005)
Третий и заключительный сезон состоит из пяти эпизодов, продолжительностью 12 минут каждый. Эти эпизоды были выпущены на DVD под названием «Volume Two».
| № общий | № в сезоне | Название     | Дата премьеры | Произв. код |
| --- | ---------- | ------------ | ------------- | ----------- |
| 21 | 1          | «Chapter 21» | 21 марта 2005 | 301         |
| Капитан Фордо и его бойцы ARC спасают Ки-Ади-Мунди, Аайлу Секуру и Шаак Ти от генерала Гривуса. Совет джедаев присваивает Энакину Скайуокеру звание рыцаря-джедая, после чего сенатор Амидала разрешает ему использовать R2-D2 в качестве второго пилота на своем звездолете "Джедайский перехватчик". |            |              |               |             |
| 22 | 2          | «Chapter 22» | 22 марта 2005 | 302         |
| Ближе к концу войны Энакин, уязвленный боями, возглавляет третью армию Республики вместе с Оби-Ваном Кеноби. Они взрывают генератор щита и захватывают крепость. Тем временем силы Сепаратистов продвигаются к планетам Внешнего кольца, таким как Кашиик, Орто и Бал'демник. Энакин навещает Падме на Набу, но когда Дарт Сидиус начинает свою последнюю операцию, его и Оби-Вана отправляют на Нелваан, где Энакин срывает обряд посвящения молодого туземца, победив гигантского Хоракса. |            |              |               |             |
| 23 | 3          | «Chapter 23» | 23 марта 2005 | 303         |
| Корусант атакуют силы Сепаратистов. Мейс Винду поднимается в воздух, а Йода на своем "Кайбаке" отправляется на защиту города. Тем временем Саеси Тинн ведет свои войска в бой прямо над атмосферой планеты. На Нелваане Оби-Ван предлагает Энакину пройти испытание огнем. |            |              |               |             |
| 24 | 4          | «Chapter 24» | 24 марта 2005 | 304         |
| Джедаи Шаак Ти, Ророн Коробб и Фол Мудама сражаются за то, чтобы Верховный канцлер Палпатин не попал в механические когти генерала Гривуса. Энакин находит скрытую лабораторию, где Техносоюз проводит эксперименты по мутации нелваанских воинов. |            |              |               |             |
| 25 | 5          | «Chapter 25» | 25 марта 2005 | 305         |
| Шаак Ти предпринимает отчаянную попытку противостоять магнагардам Гривуса. Энакин, окруженный мутировавшими воинами-нелваанцами, должен уничтожить геотермальный кристалл, питающий сифонный генератор. Мейс Винду спешит на встречу с генералом Гривусом, который похищает Палпатина. Узнав об этом, Энакин и Оби-Ван отправляются на опасную спасательную операцию, которая приводит к открытию «Месть ситхов».                                                                            |            |              |               |             |